# Rucmanci
Rucmanci (Duits: Rutzmanetz) is een plaats in Slovenië en maakt deel uit van de gemeente Ormož in de NUTS-3-regio Podravska. De plaats telde 201 inwoners op 1 januari 2020.